# ماتياس شميت (متزلج على الثلوج)
ماتياس شميت (بالإسبانية: Matías Schmitt)‏ هو متزلج على الثلوج أرجنتيني، ولد في 3 يونيو 1991 في باريلوتشي في الأرجنتين.

## وصلات خارجية
- ماتياس شميت على موقع الاتحاد الدولي للتزلج (ركوب لوح الثلج) (الإنجليزية)
- ماتياس شميت على موقع اللجنة الأولمبية الدولية (الإنجليزية)
- ماتياس شميت على موقع أوليمبيديا (الإنجليزية)
- ماتياس شميت على موقع اللجنة الأولمبية الأرجنتينية (الإسبانية)